# Rand Brooks
Arlington Rand Brooks Jr. (* 21. September 1918 in Los Angeles, Kalifornien; † 1. September 2003 in Santa Ynez, Kalifornien) war ein US-amerikanischer Schauspieler.

## Leben
Nachdem Rand Brooks die Schule verlassen hatte, wurde er von MGM als Schauspieler erprobt und machte 1938 an der Seite von Mickey Rooney in Love Finds Andy Hardy sein Filmdebüt. Bekanntheit erlangte er durch seine Rolle im Filmklassiker Vom Winde verweht (1939) als Scarletts schüchtern wirkender, naiver erster Ehemann Charles Hamilton. Nach Ansicht von Kritikern traf er die Figur aus Margaret Mitchells gleichnamigen Roman perfekt, wenngleich Brooks nicht viel von der Rolle hielt, da er die Figur für „dümmlich“ hielt und er lieber maskulinere Rollen spielen wollte.
In den nächsten Jahren wurde Brooks überwiegend in Western oder Komödien eingesetzt, wo er romantische Liebhaber verkörperte. Bei größeren Filmproduktionen blieb es aber stets bei Nebenrollen. Mitte der 1940er-Jahre spielte Brooks in einem Dutzend Filme die Figur des Lucky Jenkins in der B-Filmreihe Hopalong Cassidy mit William Boyd. Zeitweise war seine Filmkarriere durch einen Einsatz im Zweiten Weltkrieg unterbrochen. 1948 war er der Schauspieler, der in der Musikkomödie Ich tanze in dein Herz an der Seite von Adele Jergens der damals noch unbekannten Marilyn Monroe ihren ersten Filmkuss gab. Von 1954 bis 1959 hatte Brooks in der Kinderfernsehserie The Adventures of Rin Tin Tin eine feste Rolle als Cpl. Randy Boone. Während er fortan in vielen Western-Fernsehserien spielte, war er nur noch selten in Kinofilmen zu sehen.
1966 gründete Rand Brooks einen privaten Ambulanzdienst, der schnell wuchs und später zum größten seiner Art in der Umgebung von Los Angeles wurde. Auch deshalb zog er sich bereits 1974 aus dem Schauspielgeschäft zurück, zu diesem Zeitpunkt hatte er an rund 140 Film- und Fernsehproduktionen mitgewirkt. 1978 führte Brooks Regie und schrieb das Drehbüch bei einem Tierfilm Legend of the Northwest, der ein kommerzieller Reinfall wurde und seine einzige Regiearbeit blieb. Books verkaufte den Ambulanzdienst im Jahre 1995 und zog sich auf seine Ranch im Santa Ynez Valley zurück, wo er fortan Pferde züchtete.
Brooks starb im September 2003 im Alter von 84 Jahren an einer Krebserkrankung.  Seine erste Ehe führte er von 1948 bis 1976 mit Lois Laurel (1927–2017), der Tochter des Komikers Stan Laurel. Seine zweite Ehe mit Hermine Brooks hielt von 1978 bis zu seinem Tod. Brooks hatte zwei Kinder. 1992 war ihm der Golden Boot Award verliehen worden, eine Auszeichnung für Westernschauspieler.

## Filmografie (Auswahl)
- 1938: Love Finds Andy Hardy
- 1938: Dramatic School
- 1939: Herr des wilden Westens (Dodge City)
- 1939: Die alte Jungfer (The Old Maid)
- 1939: Musik ist unsere Welt (Babes in Arms)
- 1939: Nicht schwindeln, Liebling (Dancing Co-Ed)
- 1939: Vom Winde verweht (Gone with the Wind)
- 1939: Balalaika
- 1940: Nordwest-Passage (Northwest Passage)
- 1940: Life with Henry
- 1940: Die Stunde der Vergeltung (The Son of Monte Cristo)
- 1941: Cheers for Miss Bishop
- 1941: Double Date
- 1941: Dr. Kildare: Vor Gericht (The People vs. Dr. Kildare)
- 1942: The Affairs of Jimmy Valentine
- 1943: In die japanische Sonne (Air Force)
- 1944: Die Träume einer Frau (Lady in the Dark)
- 1944: Resisting Enemy Interrogation
- 1946: The Harvey Girls
- 1948: Johanna von Orleans (Joan of Arc)
- 1948: Ich tanze in dein Herz (Ladies of the Chorus)
- 1949–1957: The Lone Ranger (Fernsehserie, 9 Folgen)
- 1950: Lach und wein mit mir (Riding High)
- 1951–1954: The Adventures of Wild Bill Hickok (Fernsehserie, 5 Folgen)
- 1951–1955: The Roy Rogers Show (Fernsehserie, 7 Folgen)
- 1952: Flucht vor dem Tode (The Cimarron Kid)
- 1953: Im Sattel geboren (Born to the Saddle)
- 1953: Der brennende Pfeil (The Charge at Feather River)
- 1954: Rocky Jones, Space Ranger (Fernsehserie, 4 Folgen)
- 1954–1959: Rin Tin Tin (The Adventures of Rin Tin Tin, Fernsehserie, 88 Folgen)
- 1955: Zur Hölle und zurück (To Hell and Back)
- 1956: Corky und der Zirkus (Circus Boy, Fernsehserie, Folge 1x13)
- 1957/1958: Streifenwagen 2150 (Highway Patrol, Fernsehserie, 2 Folgen)
- 1957/1959: Maverick (Fernsehserie, 2 Folgen)
- 1958: Das letzte Hurra (The Last Hurrah)
- 1958: Lassie (Fernsehserie, Folge 5x08)
- 1960: Einer gibt nicht auf (Comanche Station)
- 1960: Peter Gunn (Fernsehserie, Folge 2x19)
- 1960: Menschen im Weltraum (Men Into Space, Fernsehserie, 2 Folgen)
- 1960: Abenteuer im wilden Westen (Zane Grey Theater, Fernsehserie, Folge 5x02)
- 1960/1961: Am Fuß der blauen Berge (Laramie, Fernsehserie, 2 Folgen)
- 1961: Die gnadenlosen Vier (Posse from Hell)
- 1961/1963: Rauchende Colts (Gunsmoke, Fernsehserie, 2 Folgen)
- 1962: Stagecoach to Dancers' Rock
- 1963/1965: Perry Mason (Fernsehserie, 2 Folgen)
- 1964: The Munsters (Fernsehserie, Folge 1x07)
- 1965: Die Welt der Jean Harlow (Harlow)
- 1965: Der schnellste Colt von River Falls (Requiem for a Gunfighter)
- 1965/1972: Meine drei Söhne (My Three Sons, Fernsehserie, 2 Folgen)
- 1966: Bonanza (Fernsehserie, Folge 8x08)
- 1966: The Green Hornet (Fernsehserie, Folge 1x11)
- 1967: Derek Flint – hart wie Feuerstein (In Like Flint)
- 1970: Adam-12 (Fernsehserie, 3 Folgen)
- 1971: Die Leute von der Shiloh Ranch (The Virginian, Fernsehserie, Folge 9x15)
- 1973: Columbo: Wein ist dicker als Blut (Any Old Port in a Storm, Fernsehreihe)
- 1974: The Sex Symbol (Fernsehfilm)